# Бахмут (Северо-Казахстанская область)
Бахмут (каз. Бахмут) — село в Тайыншинском районе Северо-Казахстанской области Казахстана. Входит в состав Чермошнянского сельского округа. Код КАТО — 596069200.

## Население
В 1999 году население села составляло 289 человек (140 мужчин и 149 женщин). По данным переписи 2009 года, в селе проживало 248 человек (129 мужчин и 119 женщин).